# Salix tarraconensis
El salze de cingle, salenca tortosina (Salix tarraconensis) és una petita mata o arbust, dioic, de la família de les salicàcies és endèmic dels Països Catalans, concretament de Catalunya i del País Valencià. Localitzat al Mont Caro (Ports de Tortosa Beseit) l'any 1915.

## Descoberta i història
Pius Font i Quer (1888-1964) (15) volia conèixer "les muntanyes que banda allà de l'Ebre, ens separen de València i Aragó", i quan a darrers de maig de 1915 el seu admirat amic Carlos Pau (1857-1937) (40) li recomana anar "cap als límits aragonesos i valencians on descobriria qualque espècie nova per en Cadevall" (I) no ho va dubtar: al juny d'aquell mateix any va anar-hi, i trobà, el 15/06/1915, als penyals calcaris de la Tossa de Caro, a 1400 m d'altitud, un petit salze femella que li resultà desconegut i l'envià a Pau, que el va batejar com a Salix tarraconensis, i apareixerà descrit i litografiat al treball que publicarà Font, amb el resultat de l'expedició que ha fet.

## Àrea de distribució
Salix tarraconensis es va descobrir a Caro (1915), a 1.400 m d'altitud. Posteriorment, Font (1942) el retrobà a Cardó i (1946) a la Roca Blanca a Fredes; Antoni de Bolòs (1953) el va trobar a la Serra de Prades.
Posteriorment s'ha citat a les muntanyes de Vandellòs, al Pouet de Fèlix, a les serres de Santa Àgueda-Turmell i de L'Esquetxe, a Xert, i a altres punts de Fredes, a Cabrafeixet, les Moles, i la Tossa de Tivissa.
En total, actualment (2016) es coneixen vint-i-quatre quadrícules UTM de 10 x 10 km, que van des de la Conca de Barberà a les muntanyes de Prades, a tocar dels boscos de Poblet, pel nord, fins a la serra del Turmell, als Ports i el Baix Maestrat, on apareix el Salix tarraconensis,
Tot i que s'ha citat de la província de València, segurament és un error; a la comarca del Matarranya, a l'Aragó, es considera probable que s'hi pugui trobar, però fins ara no s'ha aconseguit.
En conjunt es pot afirmar que es troba principalment per tota la província de Tarragona i a la zona meridional de Castelló.

## Ecologia

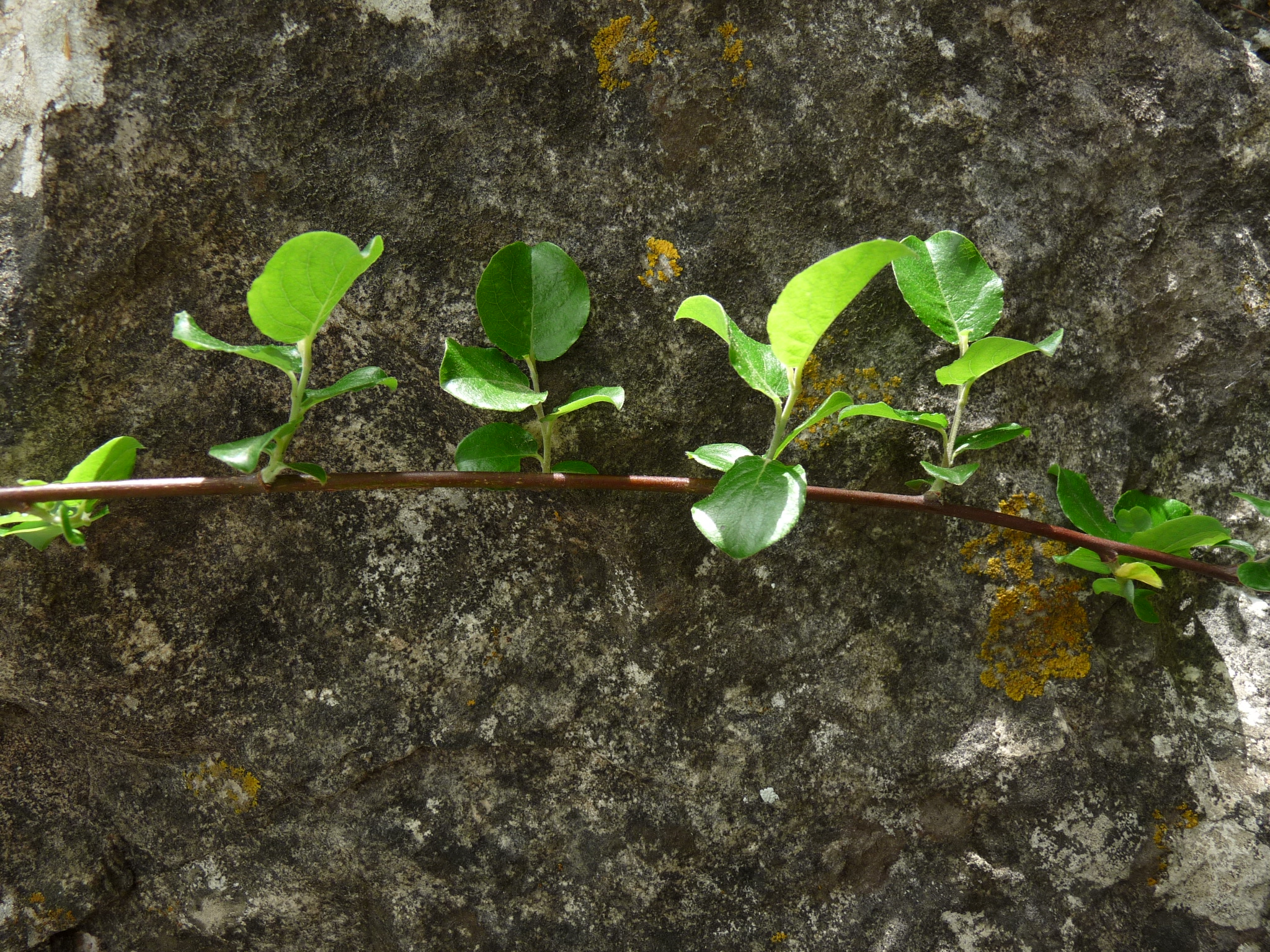
Tija de Salix tarraconensis

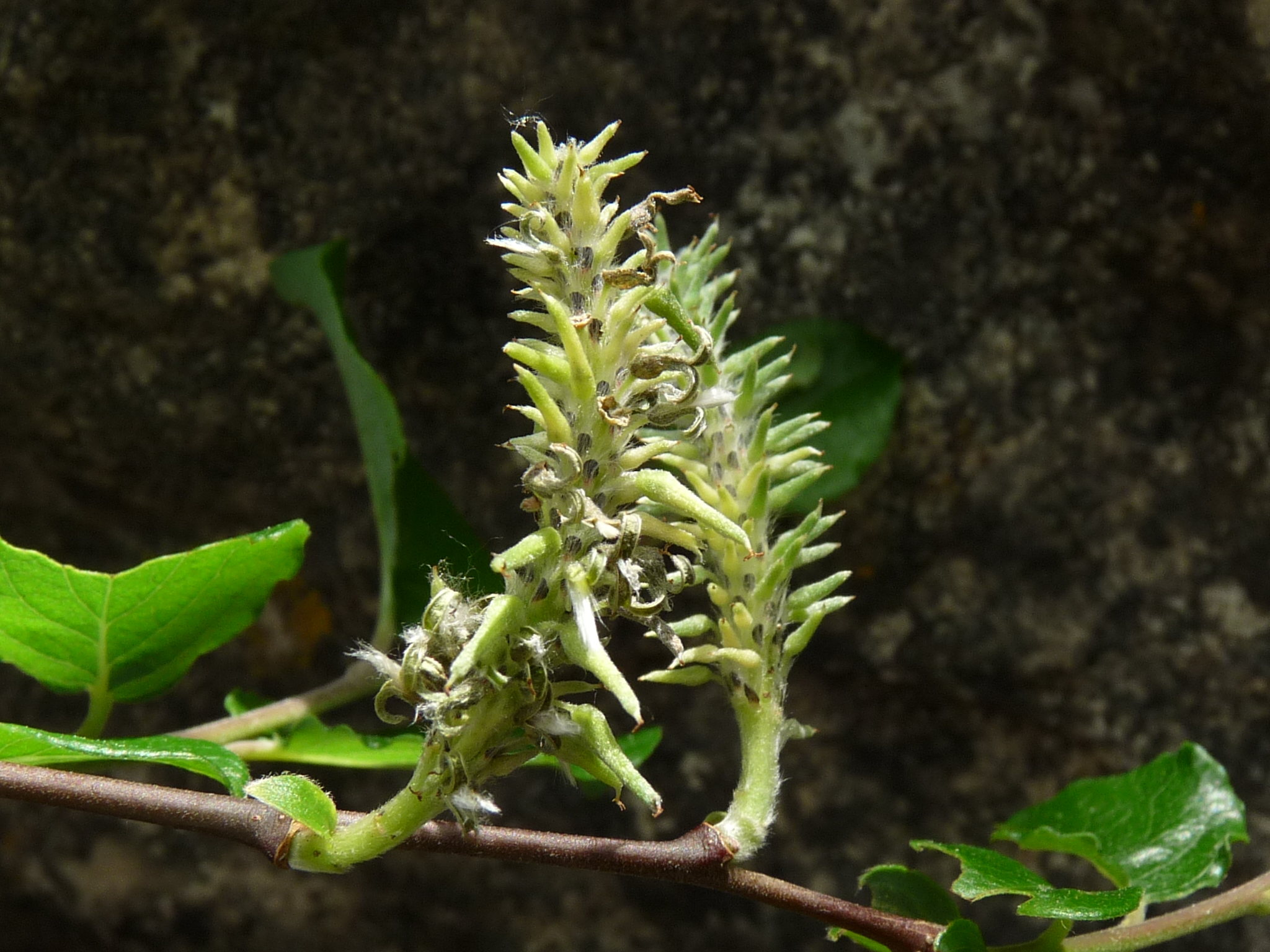
Flor de Salix tarraconensis

Salix tarraconensis viu als penyals calcaris orientats cap al nord i en menor mesura cap a l'oest, també ho fa als roquers, especialment en exposicions on gairebé no toca el sol, i a fons de barrancs pedregosos i obacs on pot fer tapissos, especialment per al pasturatge de les cabres salvatges (Capra pyrenaica hispanica), que el deixen arranat al sòl, entre les pedres, on no poden accedir. També ho fa a peus de cingles i vessants rocosos.
Fitosociològicament, forma una comunitat integrada a l'ordre Potentilletalia caulescentis i a l'aliança Saxifragion mediae. J. Braun-Blanquet i O. de Bolòs; l'any 1950 es va descriure una associació vegetal per a aquest petit salze: Hieracio-Salicetum tarraconensis que va de Prades als Ports de Morella, entre 700 i 1400 m, però que pot baixar, excepcionalment, fins als 150 m sobre el nivell de la mar.
Les plantes característiques d'aquesta associació vegetal són, a més del Salix tarraconensis: Hieracium laniferum, Saxifraga longifolia subsp. longifolia i Valeriana montana subsp. tarraconensis.
Dins de l'associació s'han identificat tres subassociacions amb presència de Salix tarraconensis:
- Subass. typicum: potentilletosum caulescentis, la qual es caracteritza per l'abundància de Potentilla caulescens i la manca de Saxifraga longifolia subsp. longifolia. Aquesta subassociació presenta una variant amb Chaenorhinum origanifolium subsp. cadevallii on apareix Sarcocapnos enneaphylla, però no hi sol ser present el Salix tarraconensis.
- Subass. saxifraguetosum longifoliae: les plantes diferencials que la componen són: Saxifraga longifolia subsp. longifolia, Saxifraga fragilis i Polypodium vulgare subsp. vulgare. Presenta, a més de la variant típica, dues variants més en funció de la presència de Kernera saxatilis o Alyssum spinosum.[14]
- Subass. erinaceetosum: ocupa llocs amb menys pendent, on el vent resulta molt violent i el salze de roca pot acabar resultant dominant. Les espècies diferencials són, entre altres: Erinacea anthyllis, Anemone hepatica i Solidago virgo-aurea. Dins d'aquesta associació també hi ha les subassociacions galietosum brockmannii, pròpia del Montsant occidental, però que no tenia Salix tarraconensis[11] fins que es va trobar a les muntanyes de Vandellòs on sí que era ben present,[5] i la drabetosum hispanicae, la qual, tot i estar per la zona de presència del nostre salze, no s'hi ha trobat.

Totes aquestes comunitats vegetals han estat estudiades en diversos treballs fitosociològics. L'hàbitat CORINE del Salix tarraconensis correspon al 62.151 de les roques calcàries, amb Potentilla caulescens, Saxifraga longifolia, Asplenium fontanum...; a l'Hàbitat d'Interès Comunitari 8210: costers rocosos calcaris amb vegetació rupícola, i, dins dels hàbitats de Catalunya, correspon al 62b: cingles i penyals calcaris de muntanya (40).
La fenologia, pel que respecta a la floració i en funció de la bibliografia, es considera que va dels mesos de març a maig,(excepcionalment juny) Però hem trobat exemplars mascles començant a florir el dia 1/02/2003 a Cabrafeixet i al barranc de les Nines; i a la Tossa de Tivissa les flors masculines ho feien el 21/02/2011. Font i Quer ja apuntava que els exemplars de finals de primavera no conserven cap flor masculina i per això, quan el va trobar el 15 de juny de 1915 només va trobar flors femenines, igual que durant la seva segona visita als Ports a finals de juny de 1917. Les flors mascles, a les zones més baixes, poden aparèixer a partir de febrer i coexisteixen amb les flors femelles durant bona part de la primavera, però a partir de finals de maig només solen quedar les flors femenines.
A partir de mitjan novembre les fulles van engroguint i al desembre desapareixen, fins a la primavera en què rebrota novament, primer les flors i després van reapareixent les fulles.
Salix tarraconensis, com tots els salzes, s'adapta bé a la reproducció vegetativa i les seves llavors tenen un bon índex de fecunditat; això ha permès a la Generalitat Valenciana reforçar algunes poblacions ja existents: és el cas de la població del Pouet de Fèlix (Baix Maestrat), on es van recollir llavors poc madures, i tot i això se'n va obtenir una germinació del 78%; la posterior recollida de llavors madures va descobrir el problema que les larves d'un insecte se les mengen pràcticament totes (4, 16).
Font i Quer ja havia observat la viabilitat de les seves llavors quan va veure al coll del Murter, a la serra de Cardó, un exemplar femení de dos metres arrelat a un badall d'una roca vertical per on regalimava aigua, que formava una petita zona humida, al peu del cingle, on s'originen -si ha plogut prou- al mes de maig, milers de petites plàntules del salze, que s'assequen en desaparèixer la humitat. Aquest fenomen, i el propi exemplar de salze que cita Font, encara es pot observar actualment.
La zona altitudinal on viu depèn del indret on es troba i va en un interval dels 1430 m, al cim de Caro (Baix Ebre), fins als 370 m del barranc de les Nines (Baix Ebre).

## Estat de conservació i protecció
Possiblement el perill més gran per a la supervivència del Salix tarraconensis sigui el canvi climàtic, a causa del constant augment de la temperatura, igual que passa amb les plantes més nòrdiques situades als seus límits meridionals.
Els incendis forestals sovint resulten fatals per a les poblacions situades a les cingleres, o a la seva base, per l'efecte tèrmic de xemeneia que aquestes provoquen. Però hi ha molts altres factors que poden incidir negativament en la supervivència d'aquest endemisme: les instal·lacions de les antenes al Mont Caro, fetes en èpoques d'ignorància i irresponsabilitat mediambiental van afectar no només a aquesta espècie sinó a les de Jasione crispa subsp. crispa, Aster alpinus i altres espècies excepcionals dels Ports. Actualment hi ha més coneixement i sensibilitat sobre aquest fet, i tot i que la pressió sobre el medi natural no ha minvat (construcció de noves pistes, instal·lació de parcs eòlics o altres infraestructures), és d'esperar que el progrés en coneixement i una major responsabilitat a escala social i governamental puguin garantir, almenys pel que respecta a les actuacions humanes, la supervivència de tresors biològics com el Salix tarraconensis.
Hi ha molts factors que poden provocar la desaparició de poblacions tan petites i vulnerables: marxes per alguns dels indrets on viu, col·leccionisme... En alguns punts, on hi ha més vulnerabilitat, s'hi han posat cartells indicant que no es passi o s'hi han pres mesures de protecció.
Hi ha un factor sorprenent: als EUA aquesta espècie es pot trobar en molts vivers i és prou coneguda i utilitzada, per la seva rusticitat i elegància, per a la jardineria de rocalles. Fins i tot a Europa hi ha vivers de plantes alpines on es poden adquirir per 2,50 €/unitat . I és que Salix tarraconensis  s'ha difós i plantat a bona part del món.
Al Llibre Vermell de les Plantes Vasculars Endèmiques i Amenaçades de Catalunya s'ha anotat la necessitat de millorar el coneixement d'aquesta espècie per determinar la situació de les poblacions existents i el seu estat, fent-la-hi constar com a vulnerable, i s'hi exposen una sèrie de factors de risc i mesures de conservació.
A Catalunya les poblacions de Salix tarraconensis es troben dins dels Espais d'Interès Natural (PEIN), i algunes poblacions són al Parc Natural dels Ports, on es realitzen diversos treballs i seguiments. L'espècie està catalogada com a vulnerable en el Catàleg de flora amenaçada de Catalunya. La població estimada està entre els 2500 i 3000 exemplars.
Al País Valencià les àrees on es troba el Salix tarraconensis estan en bona part dins del Parc Natural de la Tinença de Benifassà (Província de Castelló), i les poblacions formen part de micro-reserves de flora, com les del Portell de l'Infern o del Pouet de Fèlix. A l'apartat d'ecologia s'han exposat algunes de les actuacions que es realitzen per part de la Generalitat Valenciana (cultiu in vitro, reforçament de poblacions, protecció de les zones més fràgils...).
A la revisió del llistat de flora valenciana protegida (2013) aquesta espècie es considera espècie de flora protegida no catalogada. S'estima que la població valenciana és d'uns 500 exemplars.
A nivell estatal és considerada una espècie vulnerable, tant pel fet que cap població supera els 1000 individus (2a(i)), com pel fet d'ocupar una superfície inferior als 20 km².
Quasi totes les poblacions estan a la Xarxa Natura 2000, de manera que tenen una protecció a nivell de la Unió Europea.
Segons els criteris de la UICN aquest tàxon es considera vulnerable (D2) per fet de tenir una àrea d'ocupació inferior als 20 km², amb petites poblacions molt disperses i sovint fràgils davant de problemàtiques existents a curt, mitjà i llarg termini.